# St Stephen Coleman Street

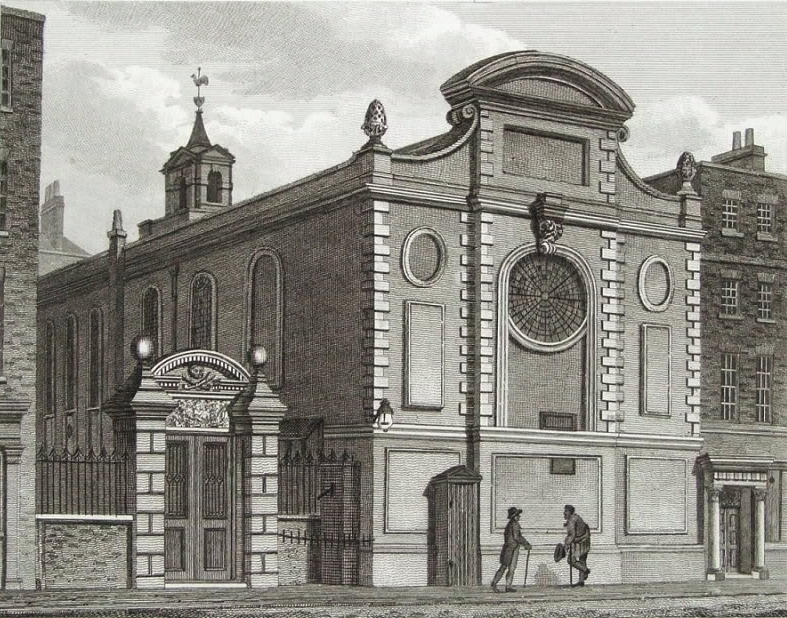
St Stephen Coleman Street (1819)

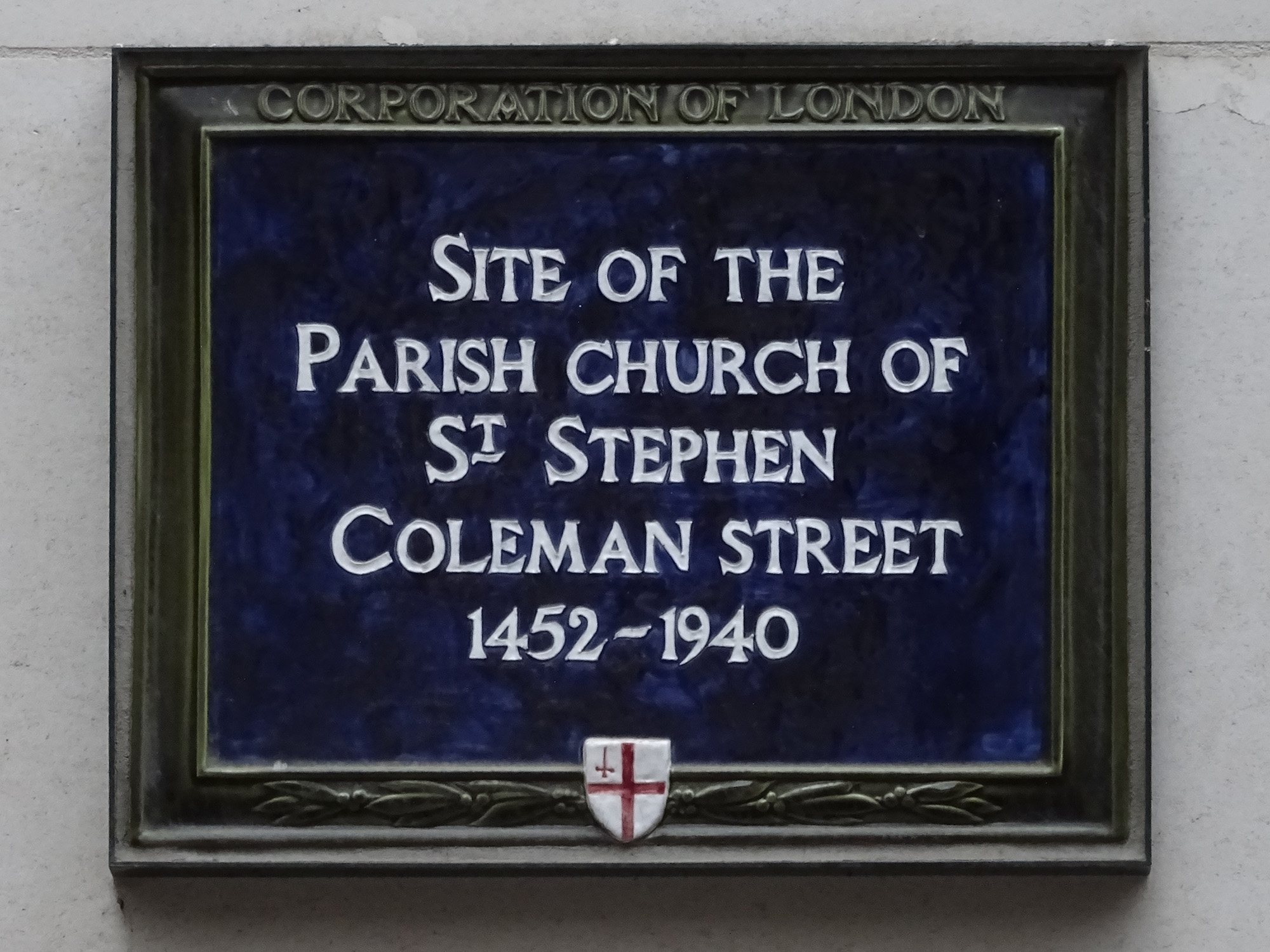
Gedenktafel

St Stephen Coleman Street war eine 1941 zerstörte anglikanische Kirche im Londoner Innenstadtbezirk City of London.

## Geschichte
Die in der vorwiegend von Köhlern bewohnten Coleman Street gelegene Kirche St Stephen ist seit dem 12. Jahrhundert belegt. Im Mittelalter diente sie als Filialkirche von St Olave Old Jewry, bevor ihr Status als Pfarrkirche endgültig 1456 bestätigt wurde. Beim Großen Brand von London im Jahre 1666 wurde die Kirche, die im frühen 17. Jahrhundert unter ihrem Pfarrer John Davenport und dessen Nachfolger John Goodwin ein Zentrum des englischen Puritanismus war, zerstört, ihr Wiederaufbau erfolgte bis 1677 durch den Architekten Christopher Wren. Nach seinen Plänen entstand unter Einbeziehung des seitlich positionierten mittelalterlichen Turms eine einfache, im Innern flachgedeckte Saalkirche. Die risalitartig betonte Fenster-Achse der mit einer Eckquaderung aus Portland Stone ausgeführten Fassade endete in einem Segmentgiebel.
1775 erhielt die Kirche durch den Orgelbauer John Avery eine neue Orgel. Die Kirche besaß ferner, außer der 1672 erworbenen Uhrglocke, ein 1693 von James Bartlett gegossenes Geläut von acht Glocken. Zwei der Glocken wurden 1721/22 von John Waylett und eine dritte 1833 von Thomas Mears umgegossen.
Die bereits 1917 während des Ersten Weltkriegs beschädigte Kirche wurde endgültig 1940 zerstört, ihre Ruine nachfolgend abgebrochen und ihre Gemeinde mit der von St Margaret Lothbury vereinigt.